# 溪洛渡水电站
溪洛渡水电站是中国仅次于三峡工程和白鹤滩水电站的第三大水电站，为特大型水利工程，以发电为主，兼有防洪、拦沙和改善下游航运条件等综合效益，是世界上第四大水电站。溪洛渡的两个发电厂房均位于地下，以金沙江为界分属两岸，各安装9台单机容量77万千瓦机组，装机容量共达13,860MW。是世界最大的地下厂房洞室群。
溪洛渡水电站位于金沙江下游云南省永善县与四川省雷波县相接壤的溪洛渡峡谷，是金沙江下游河段开发规划中的第3个梯级，也是其中规模最大的工程。工程采用混凝土双曲拱坝，坝高285.5米，正常蓄水位600米，总库容115.7亿立方米，调节库容64.6亿立方米，装机容量1386万千瓦，年平均发电量571.2亿度，工程静态投资459.28亿元，总投资792.34亿元。
溪洛渡水电站是西电东送重要项目之一，满足华东、华中经济发展的用电需求；配合三峡工程提高长江中下游的防洪能力，充分发挥三峡工程的综合效益。於2005年12月26日動工，2007年11月8日截流，2013年7月15日首台机组（13F）正式发电 ，2014年6月30日实现全部机组发电 ，2015年竣工。2015年发电552亿kwh,16年发电610亿kwh，17年614亿kwh，18年624.7亿kwh。溪洛渡水電站曾因一度未能符合《環境影響評估法》的要求而被國家環保總局勒令停工。